# Església de Sant Nicolau (Făgăraș)

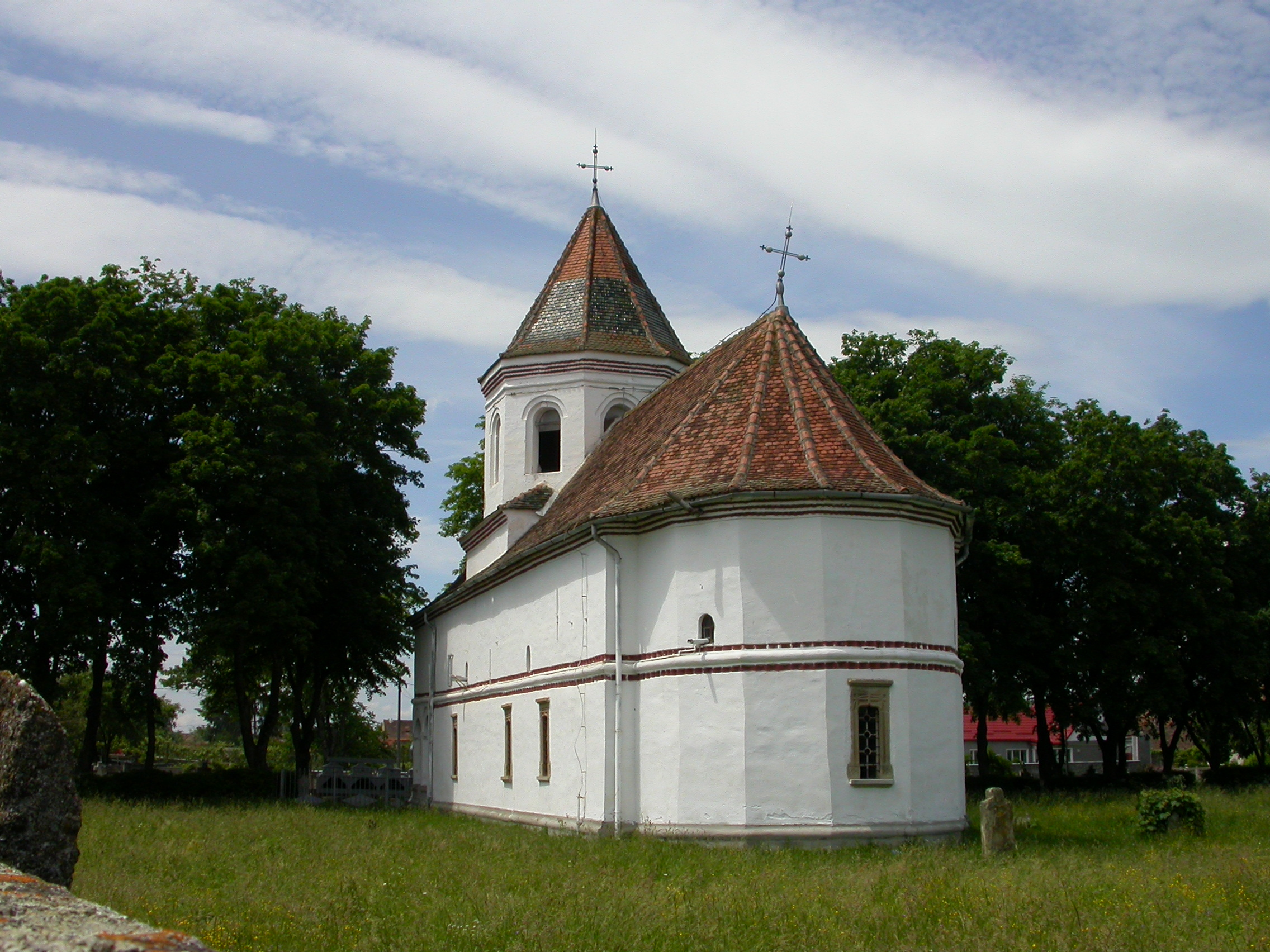
Església de Sant Nicolau

L'Església de Sant Nicolau (en romanès: Biserica Sfântul Nicolae) és una església ortodoxa romanesa situada al carrer Tudor Vladimirescu, 16, Făgăraș, Romania. Està dedicada a Sant Nicolau.

## Història
L'església més antiga de la ciutat, va substituir una anterior que va cremar. Durant unes quatre dècades, els ortodoxos locals van utilitzar esglésies als pobles veïns, ja que les autoritats protestants i catòliques del Principat de Transsilvània es van negar a aprovar-ne una de nova. Finalment, la comunitat va apel·lar a Constantin Brâncoveanu, príncep de Valàquia, conegut per la seva pietat. Aquests últims van escriure en nom seu a Miquel I Apafi, príncep de Transsilvània. Michael va acceptar certes condicions: les parets no havien de ser ni massa gruixudes ni massa altes i no havien d’obstacular la vista de la ciutadella de Făgăraș. A més, l'Església Reformada continuaria supervisant els sacerdots ortodoxos de la ciutat.
A sobre de la porta, una inscripció ciríl·lica romanesa presenta l'escut de Valàquia, esmenta que Brâncoveanu era el ktetor i una data de construcció del 1698. El 1723, l'església va ser confiscada i lliurada a l'Església Catòlica Greca Romanesa, obligant novament els ortodoxos locals a buscar altres llocs de culte. Durant els catorze anys següents, va servir dos bisbes com a catedral: Ioan Giurgiu Patachi i Inocențiu Micu-Klein. El 1737, aquest darrer va traslladar la seu de l'església a Blaj i Sant Nicolau es va convertir en una església parroquial. El 1948, quan el nou règim comunista va il·legalitzar l’Església Greco-Catòlica, l'edifici va passar al control ortodox. Les reparacions van tenir lloc el 1994-1998, posant de manifest les pintures que s'havien anegat amb el pas del temps.

## Descripció

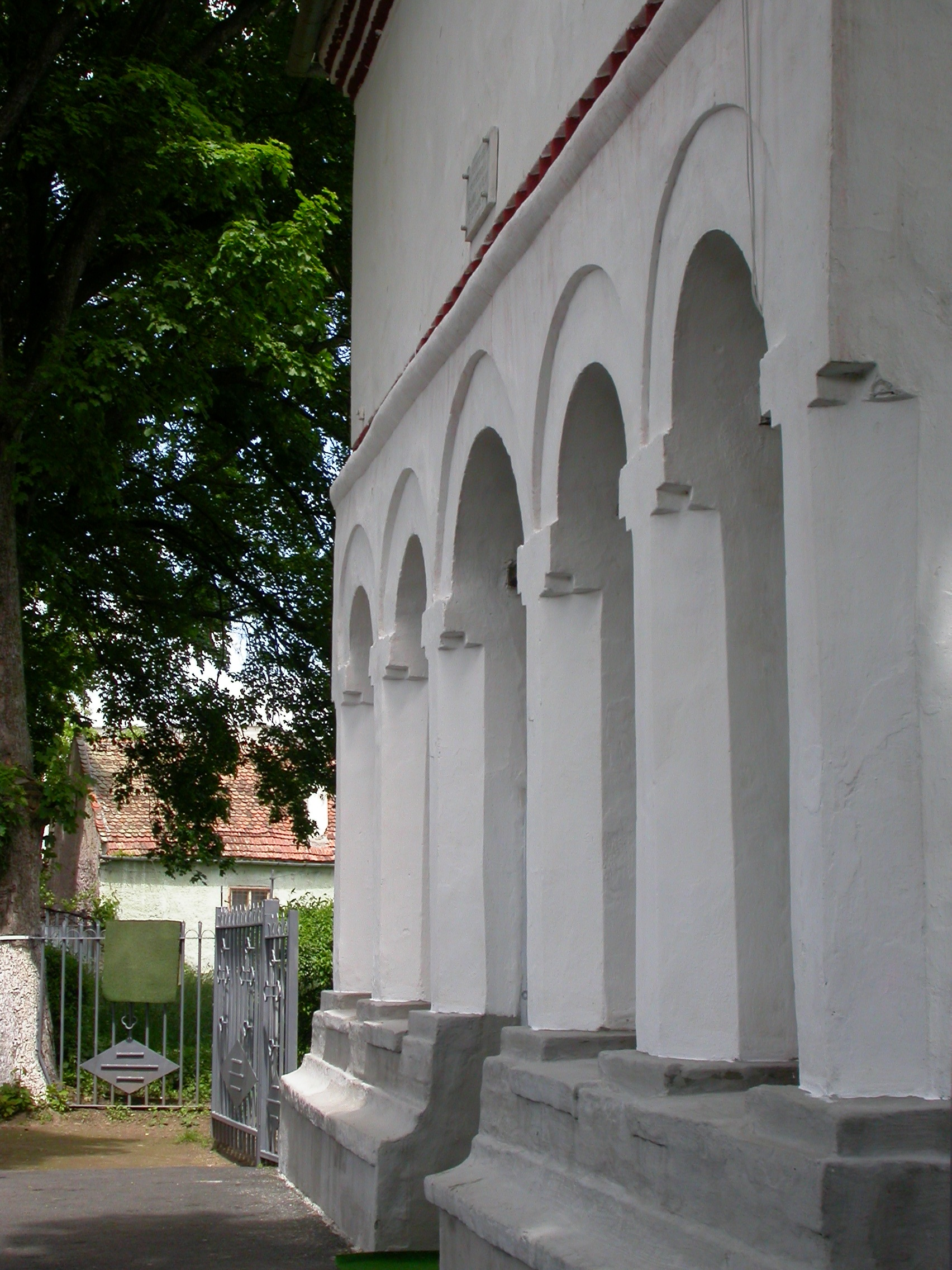
Porxo amb columnes octogonals

L’arquitecte desconegut probablement es va formar al monestir d’Horezu. L'església presenta l'estil brâncovenesc. La seva característica decoració apareix en dues fileres a la façana, així com en dues cornises sota el terrat; es fan en maó sense pintar. El porxo obert està envoltat per deu columnes octogonals. El campanar, sobre la nau, també és octogonal. Hi ha tres agulles, fetes de maó i semiesfèriques. També són típics de l'estil brâncovenesc les set finestres amb marcs de pedra tallada i el marc de la porta, que conserva la forma original.
La iconostasi és original, esculpida en roure de la mateixa manera brâncovenenca i després daurada. Les inscripcions indiquen que el pintor provenia de Câmpulung. La iconostasi és l'exemple més gran de Brâncovenesc que es conserva, considerablement més gran que a Horezu o a l'església príncep de Târgoviște. L’altar i la nau estan pintades al fresc, seguint estretament les regles de la iconografia romana d'Orient. El vestíbul va ser pintat molt més tard per un artista desconegut i és considerablement menys valuós.
L'església està catalogada com a monument històric pel Ministeri de Cultura i Afers Religiosos de Romania.